# بومپیترو
بومپیترو (به ایتالیایی: Bompietro) یک کومونه در ایتالیا است که در استان پالرمو واقع شده‌است.

## خصوصیات
بومپیترو ۴۲٫۴ کیلومترمربع مساحت و ۱٬۶۴۰ نفر جمعیت دارد و ۶۸۵ متر بالاتر از سطح دریا واقع شده‌است.